# Google Nest Wifi
Google Nest Wifi, наступник Google Wifi — серія бездротових маршрутизаторів з підтримкою технології mesh-мереж розроблені компанією Google як частина сімейства продуктів Google Nest для мережі Google WiFi. Перше покоління було анонсоване на заході #MadeByGoogle 4 жовтня 2016 року, а офіційний реліз відбувся 6 грудня 2016 року. Друге покоління було анонсоване на апаратному заході Pixel 4 15 жовтня 2019 року, а реліз відбувся в Сполучених Штатах 4 листопада 2019 року.

## Характеристики

### Перше покоління
- Бездротовий зв'язок: IEEE 802.11a/b/g/n/ac, AC1200 2x2 Wave 2 Wi-Fi (expandable mesh; dual-band 2.4GHz and 5GHz, TX beamforming); Bluetooth Smart ready
- Процесор: Quad-core ARM CPU (each core up to 710MHz)
- Пам'ять: 512 МБ RAM
- Накопичувач: 4GB eMMC flash
- Порти: 2 x Gigabit Ethernet ports per Wifi point (1 WAN and 1 LAN port each)
- Розмір: 106,1×68.7 мм
- Вага: 340 г